# ベルイ島
ベルイ島（ベルイとう、ロシア語: Белый остров）とは、カラ海に浮かび、ヤマル半島の先端にあるロシア連邦チュメニ州ヤマロ・ネネツ自治管区の島。「ベールイ島」とも表記される。
この島はシベリア地域にあり、気候はツンドラに属する。島全体がほとんど一年中氷に覆われているが、わずかな低木が生育している。また、島の南部にあるマリーギナ海峡を隔てて、ヤマル半島に隣接している。島の北西部には、ロシアの実験所であるポポヴ基地（ロシア語: Попова）が存在する。

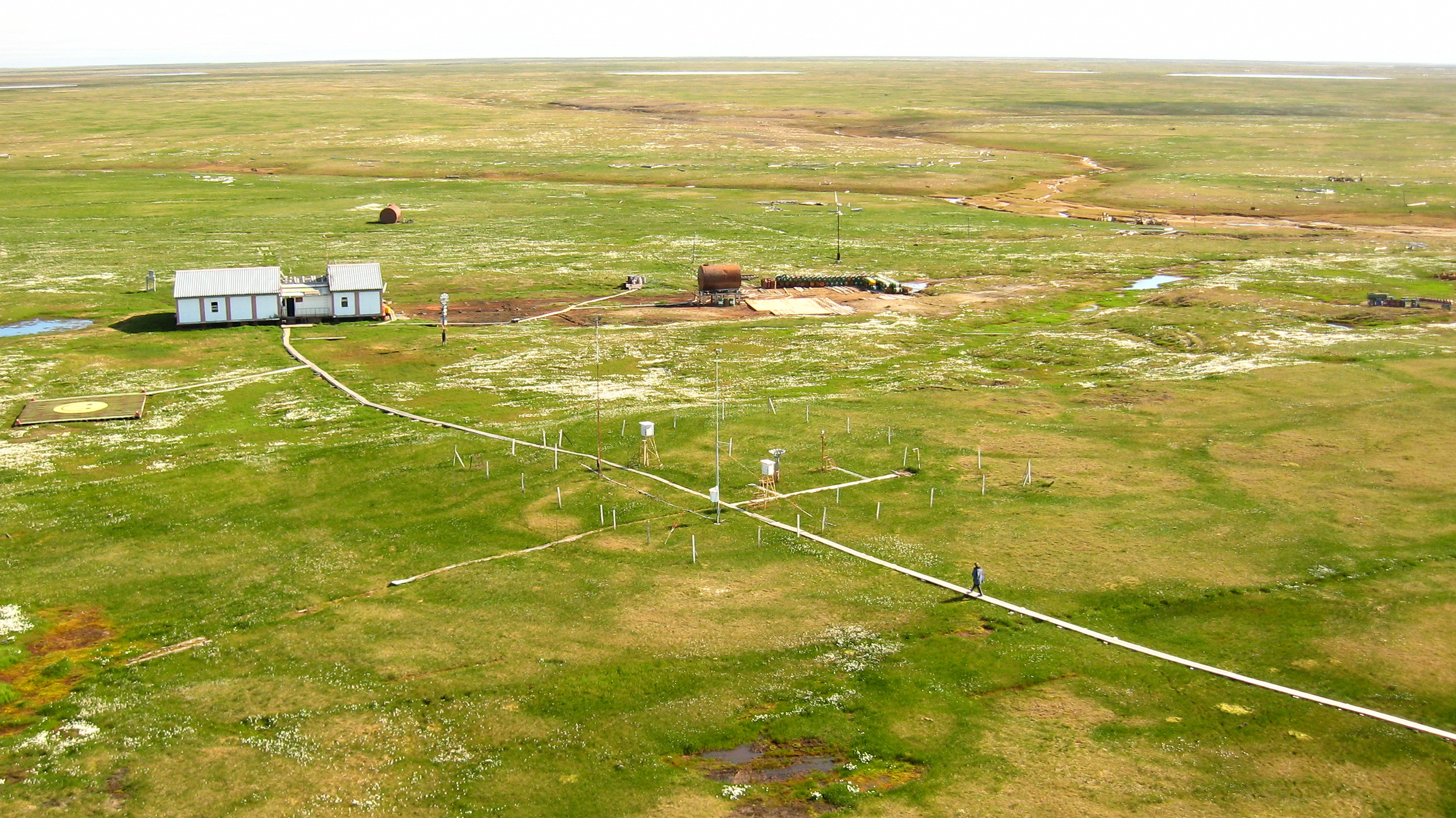
ポポヴ北極基地

また、島の東南部より南側にタバンゴ島やチュブトシャンゴ島などの5つの島が連なっている。